# FC Barcelone C
Maillots
Le Fútbol Club Barcelone C est un ancien club espagnol de football basé à Barcelone. Le club fondé en 1969 est dissous le 2 juillet 2007. À la suite de la relégation du FC Barcelone B en Tercera División, l'équipe doit alors évoluer en première division catalane. Le président du club Joan Laporta décide donc de ne pas inscrire l'équipe dans ce championnat et dissout l'équipe.

## Stade
L'équipe évolue au Mini Estadi, une enceinte de 15 276 places située à proximité du Camp Nou à Barcelone. 

## Palmarès
- Coupe de Catalogne de football: 1984
- Tercera División : 1984, 1987, 1998

## Saison par saison
| Saison    | Division             | Place |
| --------- | -------------------- | ----- |
| 1969/1977 | Divisions régionales | -     |
| 1977/1978 | Tercera División     | 5e    |
| 1978/1979 | Tercera División     | 6e    |
| 1979/1980 | Tercera División     | 5e    |
| 1980/1981 | Tercera División     | 5e    |
| 1981/1982 | Tercera División     | 4e    |
| 1982/1983 | Tercera División     | 9e    |
| 1983/1984 | Tercera División     | 1er   |
| 1984/1985 | Segunda División B   | 16e   |
| 1985/1986 | Segunda División B   | 19e   |
| 1986/1987 | Tercera División     | 1er   |
| 1987/1988 | Segunda División B   | 9e    |
| 1988/1989 | Segunda División B   | 11e   |
| 1989/1990 | Tercera División     | 2e    |
| 1990/1991 | Tercera División     | 8e    |
| 1991/1992 | Tercera División     | 5e    |
| 1992/1993 | Tercera División     | 11e   |
| 1993/1994 | Tercera División     | 3e    |
| 1994/1995 | Tercera División     | 3e    |
| 1995/1996 | Segunda División B   | 19e   |
| 1996/1997 | Tercera División     | 2e    |
| 1997/1998 | Tercera División     | 1er   |
| 1998/1999 | Tercera División     | 9e    |
| 1999/2000 | Tercera División     | 9e    |
| 2000/2001 | Tercera División     | 5e    |
| 2001/2002 | Tercera División     | 7e    |
| 2002/2003 | Tercera División     | 5e    |
| 2003/2004 | Tercera División     | 9e    |
| 2004/2005 | Tercera División     | 15e   |
| 2005/2006 | Tercera División     | 14e   |
| 2006/2007 | Tercera División     | 13e   |